# استیو آستین (شخصیت)
استیو آستین (انگلیسی: Steve Austin) یک شخصیت فیلم علمی تخیلی که توسط مارتین کایدین برای رمان سایبورگ در سال ۱۹۷۲ خلق شد. شخصیت اصلی، سرهنگ استیو آستین، تبدیل به یک قهرمان اکشن علمی تخیلی تلویزیونی در دهه ۱۹۷۰ شد که توسط بازیگر ایالات متحده آمریکا لی میجرز به زبان ایالات متحده آمریکا به تصویر کشیده شد. مجموعه تلویزیونی مرد شش‌میلیون‌دلاری که در سال ۱۹۷۳ برای تلویزیونی از شبکه شرکت پخش رسانه‌ای آمریکا و سپس به‌عنوان یک سریال معمولی به مدت پنج فصل از ۱۹۷۴ تا ۱۹۷۸ پخش شد. استیو آستین با استفاده از قدرت فوق بشری بیونیک ماموریت‌های دولتی پرخطر را انجام می‌دهد.